# Andersen Air Force Base B-2 crash

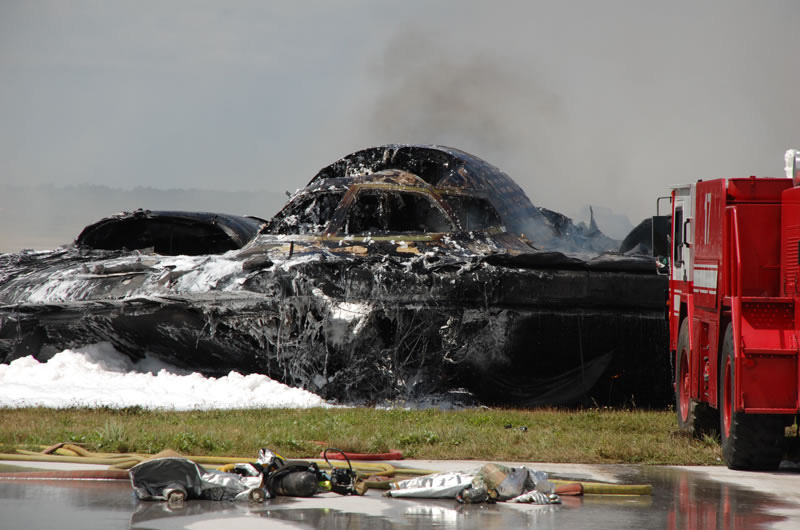
close-up van het uitgebrande vliegtuig

Het Andersen Air Force Base B-2 incident verwijst naar het eerste ongeluk met een B-2 Spirit bommenwerper op 23 februari 2008 toen de Spirit of Kansas, een B-2 Spirit bommenwerper van de Amerikaanse Luchtmacht stortte neer op de startbaan vlak na het opstijgen van Luchtmachtbasis Andersen in Guam. Dit ongeluk is het eerste bekende verlies van een operationele B-2 Spirit bommenwerper. Beide bemanningsleden overleefden de crash door gebruik te maken van een schietstoel, het vliegtuig werd verwoest in de crash. Met een geschat verlies van 1,4 miljard Amerikaanse dollar is dit de duurste crash in de geschiedenis van de Amerikaanse Luchtmacht.

## Crash
Op 23 februari 2008 verongelukte een B-2 Spirit bommenwerper vlak na het opstijgen van Luchtmachtbasis Andersen in Guam. De crash van de Spirit of Kansas, registratie nr. 89-0127, die werd gebruikt door de 509th Bomb Wing van het 393rd Bomb Squadron van de Amerikaanse Luchtmacht, het vliegtuig had inmiddels 5100 vluchturen gemaakt. Dit was de eerste crash van een B-2 Spirit ooit. De bemanning, bestaande uit 2 piloten, probeerde tevergeefs het vliegtuig te redden, echter toen een van de vleugels de grond raakte werd besloten om deze poging te beëindigen. Beide piloten overleefden de crash door gebruik te maken van de schietstoel, het vliegtuig daarentegen werd verwoest in de crash.
Volgens Air Force Times, een Amerikaans luchtvaart magazine, was er geen munitie aan boord tijdens het ongeval. Het onderzoeksbestuur van het Amerikaanse Air Combat Command maakte bekend dat er geclassificeerd materiaal aan boord was op de ochtend van het ongeluk. Het vliegtuig was net terug van 4 maanden inzet ter versterking van de Pacific Air Force.
Bij het Marine Ziekenhuis in Guam werd een van de piloten geëvalueerd en niet veel later weer ontslagen uit het ziekenhuis. De andere piloot werd in het ziekenhuis opgenomen. Alle 20 B-2 Spirits bommenwerpers van de Amerikaanse Luchtmacht werden aan de grond gezet totdat een intern onderzoek naar de crash was uitgevoerd. Later werden alle B-2 vliegtuigen vervangen door zes B-52 vliegtuigen van het tweede Bomb wing van het 96th Bomb Squadron uit Barksdale.
De commandant van de 509th Bomb Wing, Brigadier Generaal Garret Harencak heeft naar aanleiding van het incident tijdelijk alle vliegende activiteiten voor de overige 20, B-2 Spirits stop gezet om vliegprocedures te beoordelen. Harencak noemde de tijdelijke stop een "veiligheid-pauze" en zei dat de vlieg activiteiten van de B-2 Spirits hervat zouden worden als er sprake was van een dringende missie.

## Onderzoek
Uit het onderzoek is naar voren gekomen dat de B-2 Spirit crashte nadat het vliegtuig was blootgesteld aan "hevige, sterke regen" die veroorzaakte dat vochtigheid in de lucht-data sensors kwam. De data van de sensors worden gebruikt om parameters te berekenen zoals snelheid en hoogte. Omdat 3 drukomzetters verkeerd waren gekalibreerd door condensatie in de omzetters, berekende de vlucht-controle computers een inaccurate invalshoek en snelheid. De incorrecte snelheidsdata zorgde er voor dat de snelheid incorrect werd geïndiceerd op de displays in de cockpit, hierdoor steeg het vliegtuig 12 knopen langzamer op dan geïndiceerd op de displays. Nadat de wielen los kwamen van de startbaan, schakelde het vluchtcontrolesysteem automatisch over naar een andere controle mode, de incorrect gemeten negatieve invalshoek zorgde er voor dat de computer een plotselinge, abrupte (1.6-g), 30-graden pitch-up manoeuvre maakte. De combinatie van een lage snelheid en de grote invalshoek (en de toenemende Luchtweerstand) resulteerde in een onherstelbare overtrek. Beide piloten hebben succesvol hun schietstoel gebruikt vlak nadat het uiteinde van de linkervleugel de grond raakte en overleefden de crash. Het vliegtuig raakte daarna de grond en ging in vlammen op.